# Catedrala Sfânta Treime din Žilina
Catedrala Sfânta Treime din Žilina (în slovacă Katedrála Najsvätejšej Trojice) este o catedrală romano-catolică situată la Žilina în Slovacia. 
Din februarie 2008 este catedrala Diecezei de Žilina. Este unul din principalele monumente ale orașului, alături de turnul Burian. A fost construită prin anul 1400.

## Galerie de imagini

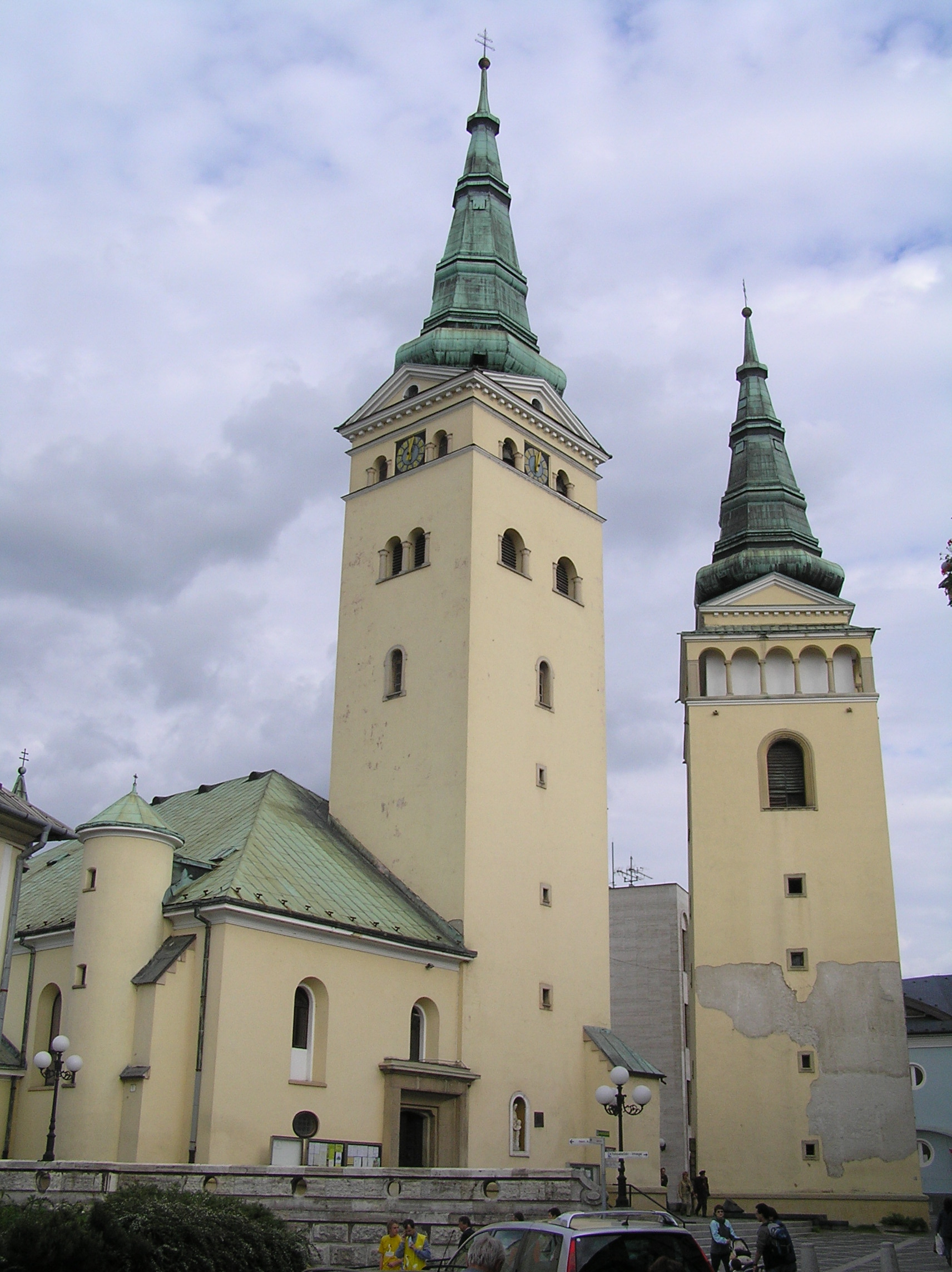
Catedrala Sfânta Treime din Žilina
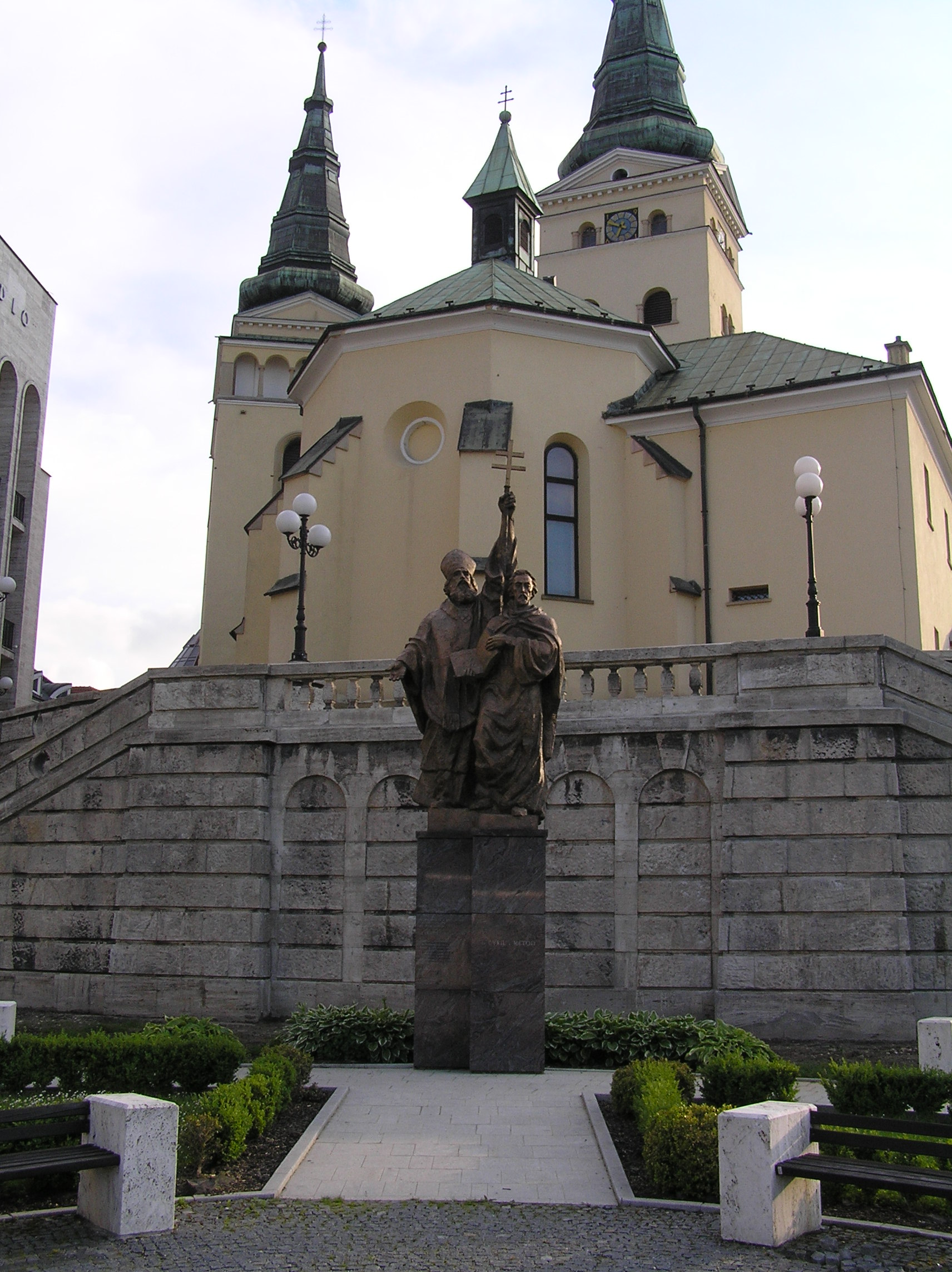
Statuia Sfinților Chiril și Metodiu și Catedrala Sfânta Treime din Žilina